# Щербово (Московская область)
Щербово — деревня в Воскресенском муниципальном районе Московской области. Входит в состав сельского поселения Ашитковское. Население — 200 чел. (2010).

## География
Деревня Щербово расположена в восточной части Воскресенского района, примерно в 4 км к северу от города Воскресенск. Высота над уровнем моря 120 м. Рядом с деревней протекает река Сушенка. В деревне 1 улица — Малага, приписано 2 СНТ. Ближайший населённый пункт — деревня Старая. Действует магазин. 
К деревне примыкает бывший гарнизон ПВО. В 2021 году от него осталось 5 используемых жилых двухэтажных домов и несколько заброшенных военных строений.

## История

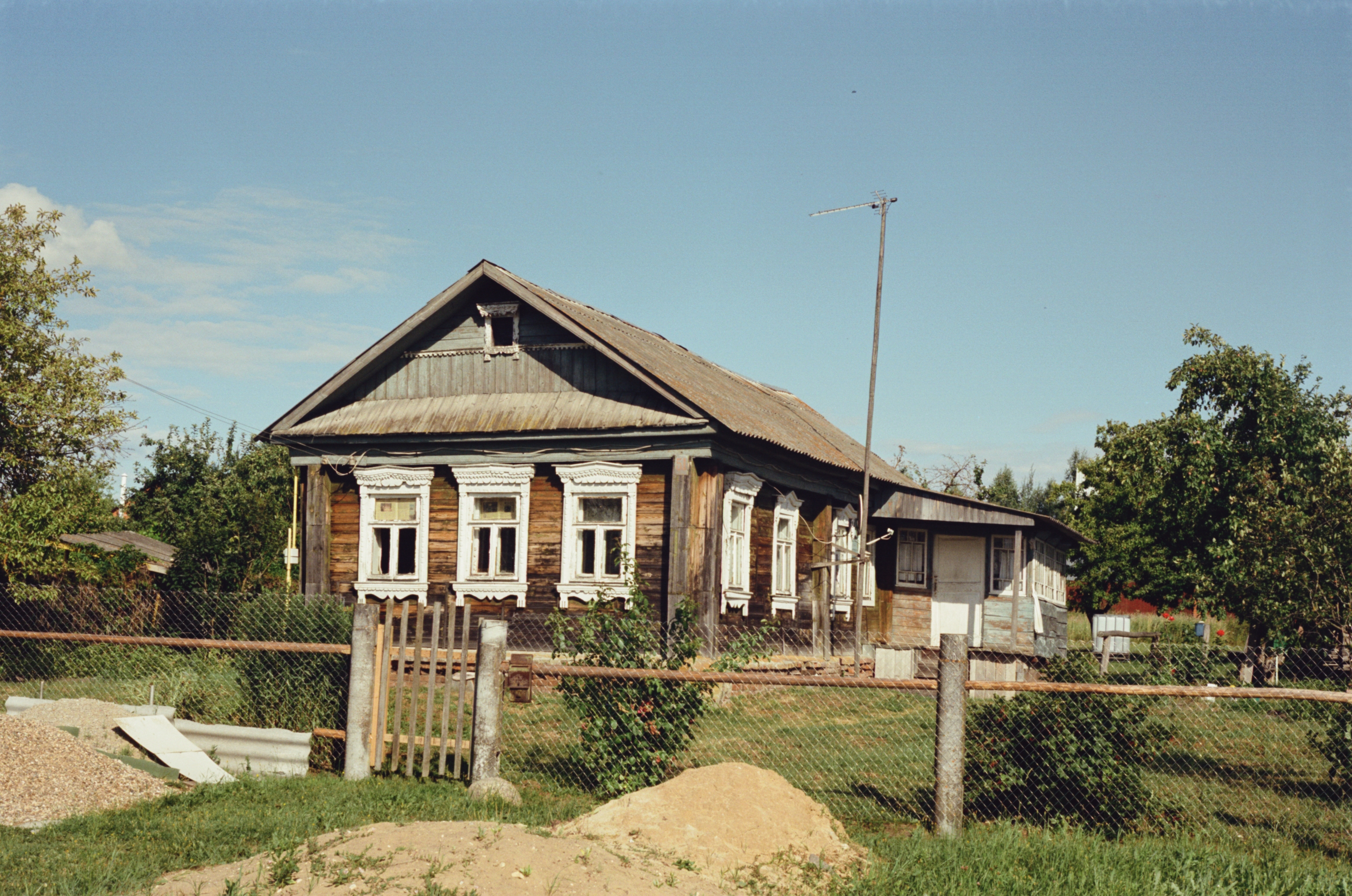
Деревенский дом в деревне Щербово

В 1926 году деревня являлась центром Щербовского сельсовета Усмерской волости Бронницкого уезда Московской губернии.

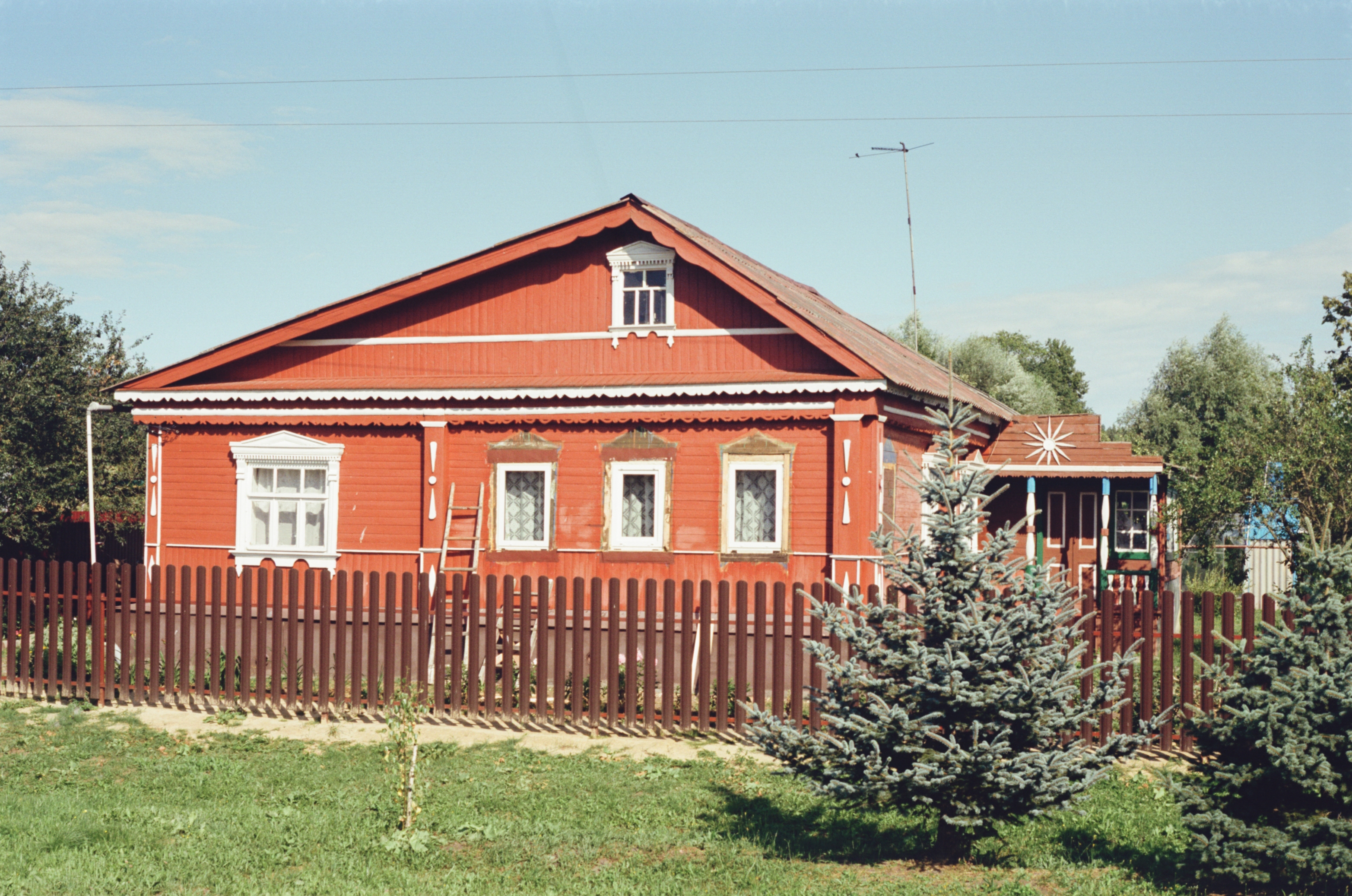
Деревенский дом в деревне Щербово

С 1929 года — населённый пункт в составе Ашитковского района Коломенского округа Московской области, с 1930-го, в связи с упразднением округа и переименованием района, — в составе Виноградовского района Московской области. В 1957 году, после того как был упразднён Виноградовский район, деревня была передана в Воскресенский район.
До муниципальной реформы 2006 года Щербово входило в состав Конобеевского сельского округа Воскресенского района.

## Население

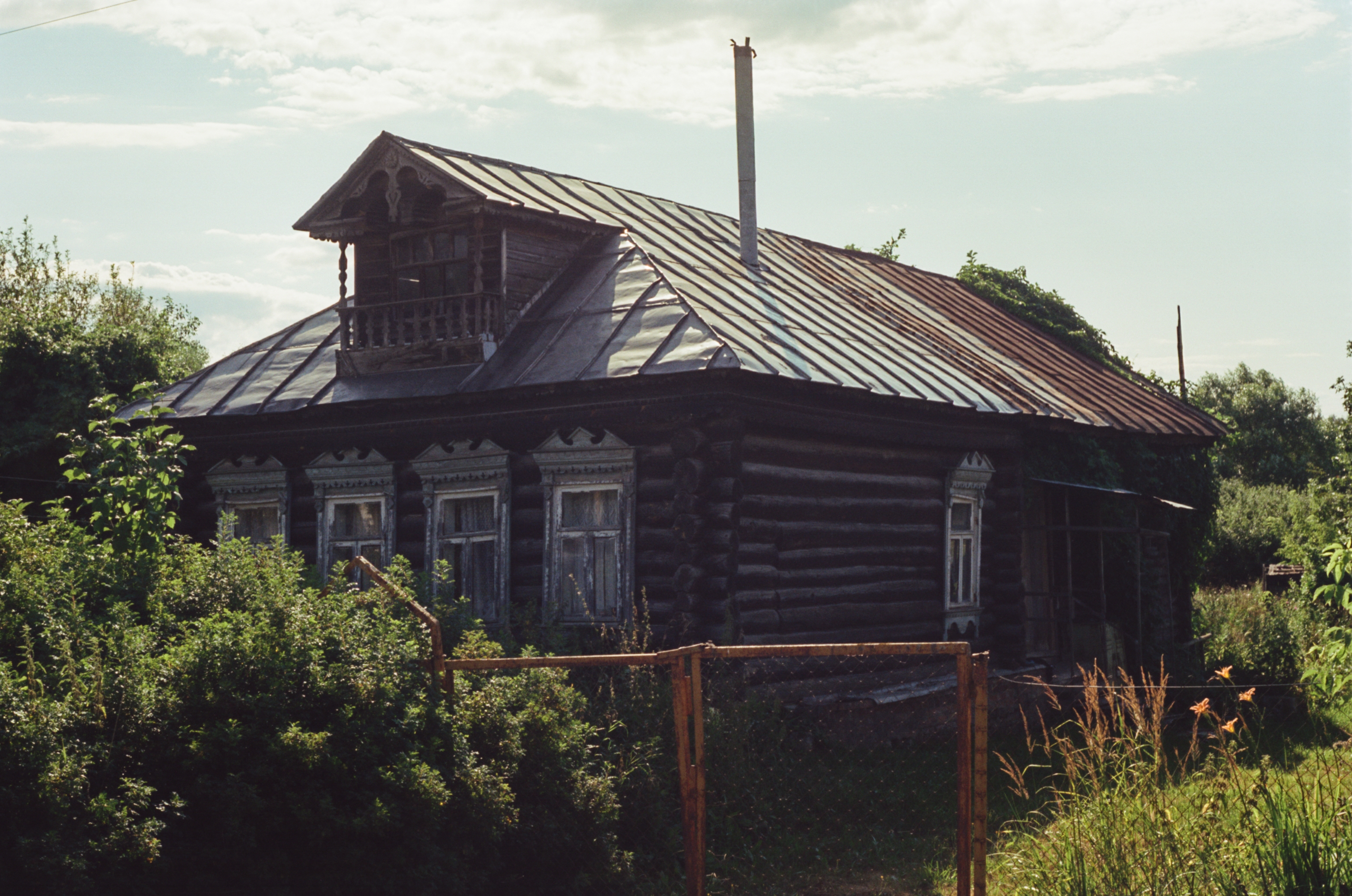
Деревенский дом в деревне Щербово

В 1926 году в деревне проживало 344 человека (153 мужчины, 191 женщина), насчитывалось 77 хозяйств, из которых 74 было крестьянских. По переписи 2002 года — 222 человека (111 мужчин, 111 женщин).
| 1926 | 2002 | 2010 |
| ---- | ---- | ---- |
| 344  | ↘222 | ↘200 |